# Zidore ou les Métamorphoses
Pour plus de détails, voir Fiche technique et Distribution.
Zidore ou les Métamorphoses est un film muet français réalisé par Louis Feuillade, sorti en 1921.

## Fiche technique
- Réalisateur : Louis Feuillade
- Pays de production :  France
- Format : Noir et blanc — 35 mm — 1,33:1 — Muet
- Genre : Court métrage
- Date de sortie : 
  - France : mai 1921

## Distribution
- Georges Biscot : Zidore
- Jeanne Rollette : Agathe
- Blanche Montel : Jojo
- Henri-Amédée Charpentier : Mr Vieillenoy
- Barrier : Gustave